# Armoriale delle famiglie italiane (Ars-At)
Questo è l'armoriale delle famiglie italiane il cui cognome inizia con le lettere che vanno da Ars ad At.

## Armi

### Ars
| Stemma | Casato e blasonatura |
| ------ | --- |
|        | Arsago o Capitanei (la blasonatura non è stata ancora caricata) (citato in DAlena) |
|        | Arsi (Cesena) (la blasonatura non è stata ancora caricata) (citato in BLCW) Immagine in Blasone Cesenate. |
|        | Arsilli di argento a tre fiamme di rosso, 2, 1 (citato in SPRE – Vol. I pag. 444) |
|        | Arsini o Arfini (Sicilia) d'argento, al cuore (infiammato ?) di rosso, sormontato da tre stelle dello stesso, ordinate nel capo (citato in Mango e in NBSC) (Cenno storico in Famiglie nobili di Sicilia (archiviato dall'url originale il 2 marzo 2017).) |
|        | Arsini (la blasonatura non è stata ancora caricata) (citato in UNFE) Immagine nella Biblioteca Estense Universitaria (id. 3172). |
|        | Arsio (Napoletano) (la blasonatura non è stata ancora caricata) (citato in NBNA) |
|        | Arsotti (Siena) D'oro, a tre pali d'azzurro (citato in ASFI) |

### Art
| Stemma | Casato e blasonatura |
| ------ | --- |
|        | Artaldo (Biella) D'azzurro, a tre conchiglie d'argento, convesse, 2, 1; con il capo d'oro, carico di un'aquila coronata del campo (citato in SUBL) |
|        | Artale (Palermo, Trabia) Titolo: marchese di Collalto, barone di Colla Soprana, Sottana, Cannata, Poggio Ferrato di rosso, al leone d'oro, tenente colle zampe anteriori un martello di nero (citato in SPRE – Vol. I pag. 430 , in Mango, in PRTS e in NBSC) leone rampante di oro martello di nero tra le anteriori su rosso (citato in LEOM) Supporto: Corona di marchese. Lo scudo accollato all'aquila bicipite spiegata di nero (Cenno storico in Famiglie nobili di Sicilia (archiviato dall'url originale il 2 marzo 2017).) Ulteriore ragguaglio storico in Famiglie nobili di Sicilia (archiviato dall'url originale il 2 settembre 2016). |
|        | Artale (Palermo) (la blasonatura non è stata ancora caricata) (Immagine nella Raccolta stemmi Trippini (JPG).) |
|        | Arte o Arze (Sicilia) d'oro, al globo d'azzurro, sormontato da un uomo al naturale, che tiene nella man destra un compasso di nero (citato in Mango e in NBSC) uomo nudo al naturale in maestà tenente in destra un compasso di nero aperto punte al basso su mappamondo di azzurro tutto su oro (citato in LEOM) (Cenno storico in Famiglie nobili di Sicilia (archiviato dall'url originale il 5 marzo 2016).) |
|        | Artechini (Cesena) (la blasonatura non è stata ancora caricata) (citato in BLCW) Immagine in Blasone Cesenate. |
|        | Artegua (Sicilia) di rosso con due mazze d'oro situate in croce di S. Andrea. Corona di barone (citato in NBSC) (Cenno storico in Famiglie nobili di Sicilia (archiviato dall'url originale il 5 marzo 2016).) |
|        | Artemi (Montefalco) (la blasonatura non è stata ancora caricata) (citato in Degli Abbati) |
|        | Artesi o Artesio (Sicilia) fusato d'argento e di verde (citato in Mango) |
|        | Artesio (Catania) inquartato di rosso e d'argento (citato in NBSC) (Cenno storico in Famiglie nobili di Sicilia (archiviato dall'url originale il 2 marzo 2017).) |
|        | Artico (Friuli) Di rosso, ad destrocherio vestito d'azzurro, movente dal fianco sinistro e impugnante tre rami di fiori di rosso fogliati di verde (citato in CROD) |
|        | Artico (Ceneda) Di azzurro, civetta al naturale su un monte di tre cime di verde, accompagnata da tre stelle (6) d'oro malordinate. (citato in Lucheschi, Maurizio. "Stemmi di Famiglie di Ceneda e Serravalle", Convegno Nazionale Ceneda e Serravalle in età veneziana, 2006) |
|        | Artimini (Firenze) Di..., all'albero sradicato di..., talvolta caricato nella chioma di un uccello posato di... (citato in ASFI) |
|        | Artimondi o Arimondi o Arlimisti o Arizini (Aquileia, Venezia) (la blasonatura non è stata ancora caricata) (citato in UNFE) Immagine nella Estense Universitaria (id. 5679), su bibliotecaestense.beniculturali.it. URL consultato il 10 dicembre 2020 (archiviato dall'url originale il 19 gennaio 2016). |
|        | Artimondi o Arimondi o Arlimisti o Arizini (Aquileia, Venezia) (la blasonatura non è stata ancora caricata) (citato in UNFE) Immagine nella Biblioteca Estense Universitaria (id. 5680), su bibliotecaestense.beniculturali.it. URL consultato il 10 dicembre 2020 (archiviato dall'url originale il 5 marzo 2016). |
|        | Artini (Firenze) Troncato di rosso e d'azzurro, al braccio sinistro di carnagione vestito d'argento, uscente in fascia dal fianco destro dello scudo, attraversante sulla partizione e impugnante per le code tre pesci ordinati in ventaglio d'argento; il tutto accompagnato in capo da una stella a otto punte dello stesso (citato in ASFI) |
|        | Artisia (Francia) (la blasonatura non è stata ancora caricata) (citato in UNFE) Immagine nella Biblioteca Estense Universitaria (id. 288). |
|        | Artista (Napoletano) (la blasonatura non è stata ancora caricata) (citato in NBNA) |
|        | Artom (Asti, Roma) Titolo: baroni troncato: nel 1º d'argento alla torre di rosso, mattonata di nero, fondata nella troncatura, e cimata da due fulmini d'oro decussati; nel 2º d'azzurro alla colomba con un ramoscello d'olivo nel becco al naturale, posata sopra un monte di verde uscente dalla punta (citato in SPRE – Vol. IX pag. 239) torre di rosso cimata da 2 fulmini incrociati di oro su argento - colomba della pace su monte di verde uscente dalla punta su azzurro (citato in LEOM) alias Troncato, al 1° d'argento, alla torre di rosso, mattonata di nero, fondata nella troncatura, aperta e finestrata del campo e cimata da due fulmini d'oro decussati, al 2° d'azzurro, alla colomba con un ramoscello d'ulivo nel becco, al naturale, posata sopra un monte di verde uscente dalla punta (citato in SUBL) |
|        | Artom di Sant'Agnese (Asti) Titolo: nobili con il predicato di Sant'Agnese Di rosso, al castoro al naturale, sedente su legna intrecciata, di verde (citato in SUBL) |
|        | Artore (Napoletano) (la blasonatura non è stata ancora caricata) (citato in NBNA) |
|        | Artusi (Parma) troncato: sopra d'argento alla fascia di rosso sostenente una aquila di nero, coronata dello stesso, col volo spiegato; sotto di argento a quattro losanghe di rosso accollate in fascia (citato in SPRE – Vol. IX pag. 239) fascia di rosso sostenente aquila coronata di nero su argento - 4 losanghe di rosso accollate in fascia su argento (citato in LEOM) |
|        | Artusi (Parma) fasciato i verde e d'argento di quattro pezzi, alla fascia di rosso; il tutto attraversato da un ariete d'oro, saliente (citato in SPRE – Vol. IX pag. 239) ariete rampante di oro su fascia di rosso su - fasciato di verde e argento (4 pezzi) (citato in LEOM) |
|        | Artusi (Modena, Ferrara) (la blasonatura non è stata ancora caricata) (citato in UNFE) Immagine nella Biblioteca Estense Universitaria (id. 597). |
|        | Artusi (Modena) (la blasonatura non è stata ancora caricata) (citato in UNFE) Immagine nella Biblioteca Estense Universitaria (id. 1543). |
|        | Artusini d'azzurro a sei stelle (6) (d'oro?) poste 3.2.1. (citato in MONT – pag. 106) |
|        | Artusini (Cesena) (la blasonatura non è stata ancora caricata) (citato in BLCW) Immagine in Blasone Cesenate. |
|        | Artz (Firenze) D'azzurro, all'albero di pino sradicato al naturale (citato in ASFI) |

### Arv
| Stemma | Casato e blasonatura |
| ------ | --- |
|        | Arveris o Arvier (Villeneuve) Titolo: signori di Arvier D'azzurro, al leone d'oro, linguato e membrato di rosso, con la fascia di nero, carica di tre rose d'argento, attraversante (citato in SUBL) |
|        | Arvisenet (Torino) Titolo: marchese D'azzurro, a tre scaglioni d'oro (citato in SUBL) |

### Arz
| Stemma | Casato e blasonatura |
| ------ | --- |
|        | Arzocchi (Siena) D'oro, all'aquila dal volo levato di rosso, la testa accostata da due chiavi poste in palo di... (citato in ASFI)       |
|        | Arzoni (Parma) (la blasonatura non è stata ancora caricata) (citato in UNFE) Immagine nella Biblioteca Estense Universitaria (id. 4939). |
|        | Arzonibus (la blasonatura non è stata ancora caricata) (citato in DAlena)                                                                |

### Asa
| Stemma | Casato e blasonatura                                                               |
| ------ | ---------------------------------------------------------------------------------- |
|        | Asantis (Napoletano) (la blasonatura non è stata ancora caricata) (citato in NBNA) |

### Asc
| Stemma | Casato e blasonatura |
| ------ | --- |
|        | Ascania (la blasonatura non è stata ancora caricata) (citato in UNFE) Immagine nella Biblioteca Estense Universitaria (id. 297). |
|        | Ascania (Germania) (la blasonatura non è stata ancora caricata) (citato in UNFE) Immagine nella Biblioteca Estense Universitaria (id. 2489). |
|        | Ascanio (Abruzzo) (la blasonatura non è stata ancora caricata) (citato in DAlena) |
|        | Ascarella (Veneto) (d'argento, al palo scaccato di due file d'oro e d'azzurro) (citato in STBV) (immagine dello Stemmario reale di Baviera.) |
|        | Ascarelli (Siena) Scaccato d'oro e d'azzurro (citato in ASFI) alias Scaccato d'azzurro e d'oro (citato in ASFI) |
|        | Ascarisi (Modena) (la blasonatura non è stata ancora caricata) (citato in UNFE) Immagine nella Biblioteca Estense Universitaria (id. 1545). |
|        | Ascenso o Ascenzo o Assenzo (Palermo, Trapani, Agrigento) Titolo: barone di Mazzarrà, Camemi, Piani; marchese di San Martino e Roccella trinciato: nel 1º d'oro, all'aquila bicipite spiegata di nero; nel 2º di rosso, a tre bande d'oro, caricate di sei palme di verde, situate 3, 2, 1. Corona e mantello di duca (citato in SPRE – Vol. I pag. 431, in Mango, in PRTS e in NBSC) aquila bicipite di nero sull'oro del trinciato di oro e di rosso - 6 foglie di palma di verde su 3 bande di oro su rosso (citato in LEOM) (Cenno storico in Famiglie nobili di Sicilia (archiviato dall'url originale il 2 marzo 2017).) Ulteriori notizie storiche in Famiglie nobili di Sicilia (archiviato dall'url originale l'11 febbraio 2018). |
|        | Ascenso (Palermo) di rosso a tre bande d'oro cariche di sei palme di verde, 3, 2, 1, col capo d'oro all'aquila bicipite di nero, coronata del campo all'imperiale (citato in SPRE – Vol. IX pag. 240) 6 foglie di palma di verde su 3 bande di oro su rosso poste 3,2,1 - aquila bicipite alla corona reale di oro su oro in capo (citato in LEOM) |
|        | Ascharelli (Veneto) (la blasonatura non è stata ancora caricata) (citato in STBV) (immagine dello Stemmario reale di Baviera.) |
|        | Aschieri (Susa) Titolo: signori di Altaretto, Foresto, Giaglione, Gravere, Mattie, Maurienne, Meana, Monpantero, Rocca de' Baldi, S. Giorio; consignori di Susa, Villarfocchiardo Fasciato di nero e d'argento (citato in SUBL) alias Fasciato d'argento e di nero (citato in SUBL) alias Fasciato d'argento e di nero, con il capo di rosso, carico di due chiavi decussate, d'oro (citato in SUBL) alias Fasciato di nero e d'argento, con il capo del secondo, caricato da tre gigli di rosso ordinati in fascia (citato in SUBL) |
|        | Aschieri o Ascheri Fasciato d'argento e di rosso (citato in SUBL) |
|        | Ascia (Napoletano) (la blasonatura non è stata ancora caricata) (citato in NBNA) |
|        | Asciella (Napoletano) (la blasonatura non è stata ancora caricata) (citato in NBNA) |
|        | Ascione (Napoli) Titolo: baroni; nobili d'azzurro alla fascia centrata d'argento, sostenente l'uccello ascione al naturale (citato in SPRE – Vol. IX pag. 240, in PRTS) uccello detto ascione al naturale fermo su fascia convessa di argento su azzurro (citato in LEOM) d'azzurro, alla fascia d'argento arcuata su cui poggia l'uccello ascione (citato in STVS) |
|        | Asciutti (Castelvetere - Caulonia) Troncato da una fascia diminuita di (...)nel 1° d'azzurro al giglio d'oro; nel 2° d'argento a tre bande di rosso. (citato in LOBS) |
|        | Asciutto (Napoletano) (la blasonatura non è stata ancora caricata) (citato in NBNA) |
|        | Ascoli (Sicilia) di oro, alla bandiera di rosso, astata di nero, caricata da un uccello d'argento (citato in Mango e in NBSC) (Cenno storico in Famiglie nobili di Sicilia (archiviato dall'url originale il 2 marzo 2017).) |
|        | Ascolini (Pistoia) Bandato di sei pezzi d'argento e di rosso (oppure di rosso e d'argento), al capo d'azzurro (citato in ASFI) |

### Asd
| Stemma | Casato e blasonatura |
| ------ | --- |
|        | Asdente (Taggia) Titolo: conti di Lucerame D'azzurro, a tre pali d'argento, ritirati verso la punta, con il capo d'oro, carico di un'aquila di nero, coronata del campo, nascente (citato in SUBL) |

### Asi
| Stemma | Casato e blasonatura |
| ------ | --- |
|        | Asinari (Parigi, Ungheria, Roma, Torino) marchesi di Bernezzo (1703), Caraglio (1772), Clavesana (1778), S. Marzano (1771), Spigno (1614), Voghera (1625); conti di Burio, Camerano, Rossillon; signori di Balangero, Baldesco, Canelli, Cartosio, Casasco, Castagnole delle Lanze, Cortanze, Cortemiglia, Costigliole, Dusino, Lu, Moasca, Mombaldone, Montabone, Montechiaro, Orbassano, Pontecurone, Rivalta, St. Jeoire, S. Giorgio, Soglio, Valdichiesa, Vesime, Villard Chabod, Virle; consignori di Albens, Agliano, Briga, Castelletto d'Erro, Gorrino, Isola d'Asti, Mombercelli, Monale, Mondonio, Montfalcon, Solero Nome d'uso: Asinari di S. Marzano partito: al 1º d'azzurro, alla torre d'oro, la porta ferrata d'argento, con la bordatura composta d'argento e di rosso (Asinari); al 2º trinciato di rosso e d'argento (Pallio) (citato in SPRE – Vol. I pag. 433 e in SUBL) torre di oro aperta e finestrata di argento su azzurro - bordura composta di argento e di rosso - trinciato di rosso e di argento pieno (citato in LEOM) Cimiero antico: asino nascente, alato, d'oro Motto: Tutto alfin vola Sostegni: due grifi d'argento, coronati d'oro, affrontati |
|        | Asinari (Torino) Titoli: Conte, Nobile dei Marchesi di S. Marzano d'azzurro, alla torre d'oro, aperta e finestrata d'argento, colla bordatura composta di rosso e d'argento (citato in SPRE – Vol. I pag. 433 e in SUBL) torre di oro finestrata e aperta di argento uscente dalla punta su azzurro - bordura composta di rosso e di argento (citato in LEOM) Motto: Tutto alfin vola |
|        | Asinari (Asti) d'azzurro, alla torre d'oro, aperta del campo e finestrata di rosso e d'azzurro, colla bordatura composta di rosso e d'argento (Immagine nella Raccolta stemmi Trippini (JPG).) |
|        | Asinari (Torino, Mazzè) Titoli: Conte. Nobile dei Marchesi di S. Marzano d'azzurro alla torre d'oro, aperta e finestrata di nero, colla bordatura composta di rosso e di argento (citato in SPRE – Vol. I pag. 433) torre di oro finestrata e aperta di nero uscente dalla punta su azzurro - bordura composta di rosso e di argento (citato in LEOM) |
|        | Asinari Titolo: conti di Camerano Inquartato, al 1º e 4º trinciato di rosso e d'argento, al 2º e 3º d'argento al trapano di nero, sul tutto una torre d'argento attraversante, e il tutto alla bordura composta d'argento e di rosso Motto: Tutto alfin vola (citato in SUBL) |
|        | Asinari Titolo: signori di Orbassano e Virle Inquartato, al 1º e 4º trinciato di rosso e d'argento, al 2º e 3º d'oro al trapano di nero e, sul tutto, d'azzurro, alla torre d'oro, la porta ferrata d'argento, con la bordura composta d'argento e di rosso Motto: Tiens droit (citato in SUBL) |
|        | Asinari Partito, al 1º trinciato di rosso e d'argento, al 2º d'azzurro, alla torre d'oro, merlata di tre pezzi (citato in SUBL) alias Partito, al 1º d'azzurro, alla mezza torre d'oro, muovente dalla partizione, al 2° tagliato di rosso e d'argento Motto: Tutto alfin vola (citato in SUBL) |
|        | Asinari Rossillon (Torino) Titolo: marchese di Bernezzo, Clavesana; signore di Casasco, Belvedere, Briga; nobile dei Marchesi di Bernezzo; nobile Nome d'uso: Asinari di Bernezzo d'azzurro alla torre d'oro, la porta ferrata d'argento; con la bordatura composta di argento e di rosso (citato in SPRE – Vol. I pag. 434 e Vol. IX pag. 241 e in ARCN) inquartato: al 1º tagliato di rosso e d'argento; al 2º di barone membro di collegio elettorale; al 3º inquartato di rosso e d'argento; al 4º di azzurro alla torre d'oro, colla bordatura composta di rosso e di argento (arma napoleonica) (citato in ARCN) Cimiero: volo partito, in ciascun mezzo volo, di rosso e d'azzurro Sostegni: due grifoni di argento, coronati di oro, affrontati Motto: (in alto) Tien droit; (in basso) Virtus addidit |
|        | Asinelli (Piacenza) di rosso alla sbarra di nero caricata di tre teste d'asino d'argento (citato in SPRE – Vol. I pag. 434) 3 teste di asino di argento su sbarra di nero su rosso (citato in LEOM) |
|        | Asinelli (Siena) Di..., alla fascia di..., sostenente una colomba posata di... (citato in ASFI) |
|        | Asini D'oro, alla banda doppiomerlata, di rosso (citato in SUBL) (DE) In Gold 1 roter Gegenzinnenschrägbalken (citato in KHIF) |
|        | Asini (Toscana) (DE) In Gold 1 roter Gegenzinnenschrägbalken, oben begleitet von 1 silbernen Scheibe, belegt mit 1 roten Kreuz (citato in KHIF) |
|        | Asioli (Correggio, Modena) Titolo: Nobile di Correggio inquartato: nel 1º e 4º d'azzurro al sole d'oro circondato da una correggia di argento affibbiata in punta; nel 2º e 3º di argento a tre assilli al naturale male ordinati in sbarra (citato in SPRE – Vol. I pag. 435) sole di oro circondato da una cintura di argento affiabbiata in basso (correggia) su azzurro - 3 assilli al naturale (insetti molesti) visti di dorso su argento posti in sbarra 1,2 (citato in LEOM) (la blasonatura non è stata ancora caricata) (citato in UNFE) Immagine nella Biblioteca Estense Universitaria (id. 1912). |

### Asl
| Stemma | Casato e blasonatura |
| ------ | --- |
|        | Aslini (Asolo) Troncato alla fascia di rosso sulla partizione; nel 1° d'oro all'albero di (…) al naturale; nel 2° d'argento al monte all'italiana di tre cime di verde (citato in DAlena) |

### Asm
| Stemma | Casato e blasonatura |
| ------ | --- |
|        | Asmundo (Siena) Leone leopardito (citato in DAlena) |
|        | Asmundo o Sigismondo o Sismondo (Sciacca, Catania) Titolo: marchese di Sessa; principe di Gisira, nobile dei principi, barone di San Dimitri, conti d'oro, a tre fasce di rosso sormontate da un capo d'oro caricato di un leone leopardito dello stesso. Corona e mantello di principe (citato in SPRE – Vol. I pag. 435, in Mango, in PRTS e in NBSC) alias di oro con tre fasce di rosso, accompagnate in capo da un leone rosso passante. Corona di marchese (citato in NBSC) 3 fasce di rosso su oro - leone passante di oro su oro testa rivolta in capo (citato in LEOM) (Cenno storico in Famiglie nobili di Sicilia (archiviato dall'url originale il 2 marzo 2017).) Ulteriore ragguaglio storico in Famiglie nobili di Sicilia (archiviato dall'url originale l'11 febbraio 2018). |
|        | Asmundo Paternò (Sicilia) Titolo: marchese di Sessa; barone di Villasmundo; signore di Sciari, Collabascia, Baglio, Erbageria inquartato: nel 1° e 4° Asmundo ; nel 2° e 3° Paternò (citato in NBSC) (Cenno storico in Famiglie nobili di Sicilia (archiviato dall'url originale il 2 settembre 2016).) |

### Asn
| Stemma | Casato e blasonatura |
| ------ | --- |
|        | Asnaghi o Asnago (Bruzzano dei due Borghi, Lombardia) D'argento, al palo cucito dello stesso, ombrato di nero, accostato da due alberi sradicati di verde (citato in TRVZ) |

### Asp
| Stemma | Casato e blasonatura |
| ------ | --- |
|        | Asperlin (Aosta) D'argento, alla fascia d'azzurro, carica di tre stelle d'oro (citato in SUBL) |
|        | Asperti (Milano, Soncino) Titolo: Nobile dei Conti d'azzurro, all'albero nodrito, nella pianura erbosa al naturale, fruttato di rosso, addestrato da un drago di rosso, accollato al tronco, colla coda fissante una colomba d'argento, volante in basso ed in sbarra e caricante la chioma dell'albero (citato in SPRE – Vol. I pag. 436 e Vol. IX pag. 241) albero al naturale fruttato di rosso su terrazzo al naturale su azzurro - drago di rosso rampante rivolto contro il tronco su azzurro mirante - colomba in volo di argento in alto a destra su azzurro (citato in LEOM) Cimiero: il drago del campo nascente |
|        | Asperti (Cremona) d'azzurro, ad un albero al naturale nella pianura erbosa, accompagnato con un drago di rosso e con una colomba d'argento in volo (citato in BLCR) Immagine in Blasonario Cremonese (archiviato dall'url originale il 2 marzo 2017). |
|        | Aspini (Cesena) (la blasonatura non è stata ancora caricata) (citato in BLCW) Immagine in Blasone Cesenate. |
|        | Aspini (la blasonatura non è stata ancora caricata) (citato in UNFE) Immagine nella Biblioteca Estense Universitaria (id. 4983 e id. 4823). |
|        | Asprella (Napoletano) (la blasonatura non è stata ancora caricata) (citato in NBNA) |
|        | Aspriello (Napoletano) (la blasonatura non è stata ancora caricata) (citato in NBNA) |

### Asq
| Stemma | Casato e blasonatura |
| ------ | --- |
|        | Asquer (Cagliari) di verde al leone d'oro coronato dello stesso, impugnante colla zampa destra una spada al naturale, alta in palo (citato in SPRE – Vol. I pag. 436, in NBSD e in DAlena) leone rampante coronato di oro tenente una spada posta in palo al naturale in destra su verde (citato in LEOM) Cimiero: elmo e corona di visconte Motto: Generosi patrate virilia alias Sistendo demonstrat generosi patrata viridia |
|        | Asquini (Udine) Titoli: Nobile, Conte e Consignore di Fagagna interzato in fascia, di rosso, di argento e di nero (citato in SPRE – Vol. I pag. 437) interzato in fascia di rosso di argento e di nero (citato in LEOM) Cimiero: tre penne di struzzo, una di rosso fra due di argento |
|        | Asquini (Lucca, Firenze) Di..., alla croce di Sant'Andrea spinata di... (citato in ASFI) |

### Ass
| Stemma | Casato e blasonatura |
| ------ | --- |
|        | Assaiante (Napoletano) (la blasonatura non è stata ancora caricata) (citato in NBNA) |
|        | Assale o Assali (Sicilia) di rosso, a tre monti d'argento, sormontati da due leoni d'oro affrontati (citato in Mango e in NBSC) (Cenno storico in Famiglie nobili di Sicilia (archiviato dall'url originale il 5 marzo 2016).) |
|        | Assalini (Massa Carrara, Modena) d'azzurro all'angelo di carnagione con la tunica d'argento e le ali bianche e nere, coronato d'alloro, posto in maestà sopra un cuscinetto quadrato d'argento, e tenente con la mano sinistra un ramoscello d'olivo al naturale (citato in SPRE – Vol. IX pag. 241) D'azzurro, all'angelo di carnagione, con le ali abbassate d'argento e la tunica dello stesso, posto in piedi su un cuscino pure d'argento e tenente con la mano sinistra un ramo d'olivo al naturale (citato in ASFI) angelo in maestà di carnagione con tunica di argento posto su cuscinetto dello stesso ramoscello di olivo in sinistra su azzurro (citato in LEOM) (la blasonatura non è stata ancora caricata) (citato in UNFE) Immagine nella Biblioteca Estense Universitaria (id. 8). |
|        | Assandri d'oro, al castello di rosso, movente dalla punta dello scudo, sormontato da una scure al naturale, posta in banda, col taglio in giù; sotto un capo d'oro, carico di un'aquila di nero (citato in SPRE – Vol. II pag. 480) |
|        | Assandri (Milano, Sale Tortonese) D'oro, al castello di rosso, sormontato da una scure al naturale, posta in banda, con il capo d'oro, carico di un'aquila di nero (citato in SUBL) |
|        | Assante (Napoletano) (la blasonatura non è stata ancora caricata) (d'oro, a tre pali di nero, alla fascia di rosso attraversante) (citato in NBNA) |
|        | Assante (Napoletano) (la blasonatura non è stata ancora caricata) (di nero, a tre pali d'oro, alla fascia di nero attraversante) (citato in NBNA) |
|        | Assanti (Molfetta) d'azzurro, ad una fascia di rosso caricata di 2 bisanti d'oro, e accompagnata, nel canton destro della punta, da una croce di Malta d'argento (citato in ARMF) alias di porpora, alla fascia d'oro accompagnata da 4 bisanti dello stesso, 3 in capo ordinati in fascia ed uno in punta (citato in ARMF) |
|        | Assereto (Savona, Genova) Titolo: Nobile, signori di Serravalle Scrivia d'argento al grifo di rosso, collarinato di tre corone all'antica di oro (citato in SPRE – Vol. I pag. 437 e Vol. IX pag. 242, in DAlena e in SUBL) grifo rampante di rosso collarinato di 3 corone all'antica di oro su argento (citato in LEOM) |
|        | Assettati (Roma, Perugia, Amelia) Titolo: Nobile di Amelia partito: 1º di argento col capo dello scudo d'azzurro caricato dell'aquila di nero; nel 2º d'azzurro al leone rampante di oro lampassato di rosso, sostenuto da un monte di 3 cime d'oro sopra un terrazzo di verde con la banda rossa caricata di tre ciliegie al naturale (citato in SPRE – Vol. I pag. 438) argento pieno - aquila di nero su azzurro in capo - 3 ciliegie al naturale su banda di rosso su - leone rampante di oro su - monte a 3 cime dello stesso uscente da terrazzo di verde su azzurro (citato in LEOM) |
|        | Assettati (Roma, Perugia, Amelia) Titolo: Nobile di Amelia partito: nel 1º d'oro al filetto d'azzurro in fascia, sostenente un'aquila di nero; nel 2º di azzurro al leone al naturale attraversato da una banda d'argento carica di tre bacche di rosso, movente da un monte di tre cime d'argento, ristretto (citato in SPRE – Vol. IX pag. 242) filetto in fascia di azzurro sostenente - aquila di nero su oro - 3 bacche di rosso su banda di argento su leone rampante al naturale su monte a 3 cime di argento su azzurro (citato in LEOM) |
|        | Assettati (Firenze) Di..., alla fascia di..., accompagnata in capo da due stelle a sei punte di..., e in punta da un crescente volto in banda di... (citato in ASFI) |
|        | Assieni (Sicilia) d'oro, con un albero verde accostato da due cani bracchi di rosso rampanti (citato in NBSC) (Cenno storico in Famiglie nobili di Sicilia (archiviato dall'url originale il 5 marzo 2016).) |
|        | Assirelli (Firenze) D'azzurro, alla banda diminuita accompagnata in capo da una stella a otto punte e in punta da un crescente montante, il tutto d'oro; con il capo di Santo Stefano (citato in ASFI) |
|        | Assone (Bra) D'azzurro, alla fascia scaccata d'oro e d'argento, di tre file (citato in SUBL) |
|        | Assopardi (Pisa) Fasciato d'argento e di nero, al capo del secondo caricato di una rotella d'oro sopraccaricata di un'aquila dal volo abbassato di nero; e alla banda d'oro attraversante sul tutto (citato in ASFI) alias Di nero, a tre fasce d'argento e alla banda d'oro attraversante, e allo scudetto rotondo dello stesso, caricato di un'aquila dal volo abbassato di nero, posto nel capo (citato in ASFI) |

### Ast
| Stemma | Casato e blasonatura |
| ------ | --- |
|        | Astalli (Roma) D'argento al palo di rosso caricato da tre fusi del campo con la punta in basso e da una torta d'azzurro forata d'oro e accostata da due torte simili al capo, alla bordura d'argento e di rosso (citato in Campidoglio, vol. I, pag. 55, immagine in Rust, Astalli (PDF).) |
|        | Astalli o De Astallis (Roma) (la blasonatura non è stata ancora caricata) (immagine dello Stemmario reale di Baviera.) |
|        | Astalli (Bologna) (la blasonatura non è stata ancora caricata) (citato in UNFE) Immagine nella Biblioteca Estense Universitaria (id. 2909). |
|        | Astaloni (Pistoia) Scaccato d'oro e d'azzurro (citato in ASFI) alias Scaccato d'oro e di verde (citato in ASFI) |
|        | Astancolle (Todi, Roma) partito: nel 1º spaccato: a) di rosso al monte di 6 cime d'oro sormontato da un'aquila col volo abbassato di nero; b) partito, sbarrato, controbandato di 4 pezzi d'argento e di nero; nel 2º di azzurro alla croce d'argento accantonata da 4 teste di serafino al naturale (citato in SPRE – Vol. I pag. 438) aquila rivolta di nero ali abbassate (volo) su monte a 6 cime di oro uscente dalla partizione su rosso - controscaglionato di argento e di nero (4 pezzi) - croce latina di argento accantonata da - 4 serafini al naturale 2 in alto posti di profilo affrontati e 2 al basso posti in maestà su azzurro (citato in LEOM) |
|        | Astaria o Asteria (Sicilia) di rosso, all'albero di pino al naturale, sormontato da un mezzo volo d'oro. Elmo di nobile (citato in Mango e in NBSC) (Cenno storico in Famiglie nobili di Sicilia (archiviato dall'url originale il 5 marzo 2016).) |
|        | Astegiano o Astesano o Astezzano (Asti) Titolo: consignori di Bussolino Di rosso, a tre bande d'argento, caricate di sette rose del campo, 2, 3, 2 Motto: Auxilium meum a Domino (citato in SUBL) alias Bandato d'argento e di rosso, le bande d'argento caricate da sei rose del secondo, 1, 3, 2 Motto: Superius inferius (citato in SUBL) |
|        | Asteo (Vittorio Veneto) Titolo: Nobile di rosso all'aquila bicipite di oro carica in cuore d'uno scudetto d'azzurro sopracarico d'una pianta di zucca fruttata (citato in SPRE – Vol. I pag. 439) pianta di zucca fruttata al naturale su terrazzo di verde su scudetto di azzurro su - aquila bicipite di oro su rosso (citato in LEOM) |
|        | Astesi (Pistoia) Palato di sei pezzi d'oro e di nero (citato in ASFI) alias Palato di otto pezzi d'oro e di nero (citato in ASFI) |
|        | Asti (Torino, Vigone) Titolo: Conte di S. Martino, Villanova di Mathi d'oro a tre pali d'azzurro, col capo cucito del campo, carico di tre stelle del secondo, ordinate in fascia (citato in SPRE – Vol. I pag. 440 e in SUBL) 3 pali di azzurro su oro - 3 stelle (5 raggi) di azzurro poste in fascia su oro in capo (citato in LEOM) Cimiero: una stella d'oro Motto: A bon rendre |
|        | Asti o Ast o D'Aste (Vercelli) Titolo: consignori di Villanova Monferrato D'azzurro, alla banda di rosso, cucita (citato in SUBL) alias D'argento, alla banda di rosso (citato in SUBL) alias Troncato, d'oro, all'aquila coronata di nero, e d'azzurro, alla banda d'oro (citato in SUBL) |
|        | Asti (Roma) d'oro, a cinque sbarre di rosso, al leone d'azzurro, coronato d'oro, attraversante (Immagine nella Raccolta stemmi Trippini (JPG).) |
|        | Astigian (Veneto) (d'oro, alla lancia da torneo d'argento posta in banda e accompagnata da due crocette patenti di nero, una in capo e una in punta) (citato in STBV) (immagine dello Stemmario reale di Baviera.) |
|        | Astis (Savigliano) D'azzurro, al leone d'oro tenente un ramo d'olivo, di verde Motto: Vivit in illo (citato in SUBL) |
|        | Astocci d'azzurro, allo scaglione semipartito d'argento e di rosso, accompagnato da tre stelle (6) d'oro (citato in MONT – pag. 158) |
|        | Astolfo (Lombardia) d'azzurro, all'ippogrifo rampante d'oro, accompagnato da un crescente rivolto d'argento posto nel cantone di destra (citato in GUCA – pag. 324 e in DAlena) |
|        | Astori (Bergamo, Venezia) Titolo: Nobile campo di cielo, alla torre di rosso di due palchi, quadra, merlata alla ghibellina, fondata sopra un monte di verde di tre cime, sostenente un astore al naturale rivoltato e sormontato da tre stelle (6) d'oro, male ordinate (citato in SPRE – Vol. I pag. 440) torre (2palchi) di rosso chiusa e merlata alla ghibellina su - monte roccioso di verde uscente dalla punta su azzurro cimata da - astore (uccello) al naturale rivolto su azzurro - 3 stelle (6 raggi) di oro su azzurro in alto poste 1,2 (citato in LEOM) |
|        | Astori (Milano) interzato in fascia: nel 1º d'oro all'aquila spiegata di nero, linguata di rosso e coronata del campo; nel 2º di argento, al castello di rosso sormontato da un merlo alla ghibellina, aperto e finestrato del campo, il detto castello addestrato da un serpente di verde curvato in semicerchio, la curvatura in alto, la testa a sinistra, traforato da un giavellotto d'argento, manicato d'oro, posto in banda col ferro in basso e sinistrato da un albero al naturale in sbarra, movente dalla base del castello; nel 3º sbarrato d'argento e d'azzurro (citato in SPRE – Vol. IX pag. 242) aquila di nero coronata di oro su oro - castello merlato di un merlo alla ghibellina di rosso affiancato a sinistra da un giavellotto in banda trafiggente la testa di un serpente di verde e a destra da un albero curvato di verde su argento - sbarrato di argento e di azzurro (citato in LEOM)                                                                         |
|        | Astori (Bergamo) D'azzurro, ad una colonna con piedestallo e capitello d'argento, piantata sopra un monte di tre cime di verde, e sostenente un astore d'argento posato (citato in STBB) |
|        | Astorri (Milano) Astore (citato in DAlena) |
|        | Astraudi (Livorno) Troncato: nel 1º d'oro, all'aquila dal volo spiegato di nero, coronata del campo; nel 2º d'azzurro, a tre gigli d'oro, 2.1; e sul tutto di rosso, alla fascia d'argento (scudetto d'Austria) (citato in ASFI) |
|        | Astraudo (Nizzardo) D'azzurro, al roseto di tre rose, gambute e fogliate, d'argento, accompagnate da un sole d'oro, uscente dal cantone destro del capo Motto: Sub astro donifero rosae florentes (citato in SUBL) |
|        | Astrei d'argento, a otto merlotti di nero, 4, 4, ordinati in palo (citato in MONT – pag. 142) |
|        | Astriai (Pisa) D'oro, all'albero di pino di verde, nodrito sul mare al naturale e cimato da un'aquila dal volo abbassato di nero (citato in ASFI) |
|        | Astrua o Astruga (Nizza) Titolo: consignori di Castelnuovo, Conségudes Di rosso, all'aquila d'oro posta in banda (citato in SUBL) |
|        | Astudillo Carillo (Firenze) Inquartato: nel 1º e 4º di rosso, al castello turrito di tre pezzi d'oro; nel 2º e 3º d'azzurro, alla volpe (o cane) passante d'argento, guinzagliata dello stesso ad un albero d'oro e attraversante al tronco (citato in ASFI) |
|        | Astuto (Noto, Roma) Titolo: barone, nobile dei duchi di Lucchese; barone di Fargione; signore di Belmontino Superiore, Menzagni di Pagano; consignore di Stafenda d'argento, alla biscia di nero, situata in fascia, accompagnata in capo da tre stelle d'azzurro, ed in punta da tre fiamme rosse allineate in fascia (citato in SPRE – Vol. I pag. 441, in Mango, in DAlena, in PRTS e in NBSC) biscia di nero ondata posta in fascia su argento - 3 stelle (5 raggi) di azzurro poste in fascia in alto su argento - 3 fiamme di rosso poste in fascia in basso su argento (citato in LEOM) (Cenno storico in Famiglie nobili di Sicilia (archiviato dall'url originale il 23 gennaio 2016).) |
|        | Astuto (Noto, Roma) partito: nel 1º di rosso a sei bisanti d'oro, tre su tre, posti verso il capo, e sormontati da una corona ducale dello stesso, accompagnati in punta da tre frecce di argento rovesciate, ordinate in fascia; nel 2º d'azzurro alla campagna di nero col leone al naturale rivoltato, nascente dalla campagna, sormontato da un monte di tre cime d'argento e questo sormontato da una fascia d'oro, ondata, carica di una terza d'argento, simile (citato in SPRE – Vol. IX pag. 243) corona reale di oro su rosso - 6 palle di oro poste in doppia fascia - 3 frecce capovolte di argento su rosso in palo poste in fascia - leone rampante rivolto al naturale nascente da terrazzo di nero su azzurro sormontato da - monte a 3 cime di argento lui stesso sormontato da fascia di oro ondata caricata da terza in fascia ondata di argento su azzurro (citato in LEOM) (Cenno storico in Famiglie nobili di Sicilia (archiviato dall'url originale il 5 marzo 2016).) |
|        | Astuto (Savigliano) Di rosso, al sigillo d'oro, posto fra due corna d'argento, con il capo d'oro, carico di un'aquila, di nero Motto: Simpliciter et astute (citato in SUBL) |
|        | Astuto (Napoletano) (la blasonatura non è stata ancora caricata) (citato in NBNA) |

### Ata
| Stemma | Casato e blasonatura |
| ------ | --- |
|        | Ataldo (Napoletano) (la blasonatura non è stata ancora caricata) (citato in NBNA) |
|        | Atanasio (Sicilia) d'azzurro, a due bande d'oro ed un agnello d'argento dormiente (citato in Mango) di azzurro con due bande d'oro ed un agnello d'argento dormiente (citato in NBSC) alias d'argento a due bande d'azzurro (citato in Mango) (Cenno storico in Famiglie nobili di Sicilia (archiviato dall'url originale il 5 marzo 2016).) |

### Ate
| Stemma | Casato e blasonatura |
| ------ | --- |
|        | Atenasio o Atanasio (Palermo) Titolo: barone di Montededero d'azzurro, alla fenice di nero, posta sopra la sua immortalità di rosso, guardante il sole d'oro figurato di rosso, posto nel c anton sinistro del capo. Corona di barone (citato in SPRE – Vol. I pag. 441, in Mango, in PRTS e in NBSC) fenice di nero sulla sua immortalità di rosso rivolta e mirante - sole di oro in alto a destra su azzurro (citato in LEOM) (Cenno storico in Famiglie nobili di Sicilia (archiviato dall'url originale il 23 gennaio 2016).) |
|        | Atenisio (Napoletano) (la blasonatura non è stata ancora caricata) (citato in NBNA) |
|        | Atenolfi (Cava dei Tirreni, Napoli) Titolo: marchese di Castelnuovo di argento al cuore sormontato da due stelle di 6 raggi, il tutto di rosso (citato in SPRE – Vol. IX pag. 243 e in PRTS) cuore di rosso su argento - 2 stelle (6 raggi) di rosso in alto su argento (citato in LEOM) |
|        | Atenolfi o Athenolfi Titolo: (con)signori di Bardonecchia, Bussoleno, Chianocco D'argento, inferriato di rosso, inchiodato d'oro, con il capo d'oro carico di un'aquila di nero, nascente, linguata di rosso (citato in SUBL) |

### Ath
| Stemma | Casato e blasonatura                                                              |
| ------ | --------------------------------------------------------------------------------- |
|        | Athena (Napoletano) (la blasonatura non è stata ancora caricata) (citato in NBNA) |

### Ati
| Stemma | Casato e blasonatura |
| ------ | --- |
|        | Atimondo-Artimini (Puglia, Venezia) (la blasonatura non è stata ancora caricata) (citato in UNFE) Immagine nella Biblioteca Estense Universitaria (id. 7103), su bibliotecaestense.beniculturali.it. URL consultato il 10 dicembre 2020 (archiviato dall'url originale il 5 marzo 2016). |

### Att
| Stemma | Casato e blasonatura |
| ------ | --- |
|        | Attanasio (Napoletano) d'azzurro a due bande d'oro (citato in STVS) |
|        | Attavanti (Colle) D'azzurro, alla croce di sant'Andrea d'oro (citato in ASFI) (DE) In Blau 1 goldenes Schrägkreuz (citato in KHIF) |
|        | Attavanti (Firenze) D'azzurro, alla croce di sant'Andrea d'oro (citato in ASFI) (DE) In Blau 1 goldenes Schrägkreuz (citato in KHIF) |
|        | Attaviani (Arezzo, Firenze) D'argento, all'aquila dal volo abbassato di nero, coronata dello stesso (citato in ASFI) alias Di rosso, a tre bande doppiomerlate d'oro; con il capo d'argento, caricato dell'aquila dal volo spiegato (o abbassato) di nero (citato in ASFI) alias Bandato doppiomerlato di rosso e d'oro, con il capo d'argento caricato dell'aquila dal volo abbassato di nero (citato in ASFI) |
|        | Attaviani (Firenze) D'oro, alla scala di tre pioli d'azzurro (citato in ASFI) (DE) In Gold 1 dreisprossige blaue Leiter (citato in KHIF) |
|        | Attaviani (Firenze) D'azzurro, alla banda di rosso bordata d'oro e caricata di tre palle dello stesso alias D'azzurro, alla gemella in banda d'oro, racchiudente tre palle d'oro poste nel senso della pezza (citato in ASFI) (DE) In Blau 2 goldene Schrägbalken, dazwischen begleitet von 3 goldenen Scheiben (citato in KHIF) |
|        | Attaviani (Toscana) (DE) In Gold 3 rote Gegenzinnenschrägbalken, in der Ortstelle überdeckt von 1 schwarzen Adler (citato in KHIF) |
|        | Attaviani (Toscana) (DE) In Gold 1 dreisprossige rote Leiter (citato in KHIF) |
|        | Attaviani (Toscana) (DE) In Blau 2 silberne Schrägleisten, dazwischen der Figur nach begleitet von 3 goldenen Scheiben (citato in KHIF) |
|        | Attaviani (Toscana) (DE) Geteilt: Oben in Silber 1 schwarzer Adler, unten in Gold 1 schwarzer Adler, begleitet von 1 roten Zinnendoppelflanke (citato in KHIF) |
|        | Attempo (Cesena) (la blasonatura non è stata ancora caricata) (citato in BLCW) Immagine in Blasone Cesenate. |
|        | Attems (Ajello) Titoli: Nobile, Conte del S. R. I. inchiavato di due punte e di due mezze di rosso su argento (citato in SPRE – Vol. I pag. 441) troncato inchiavato di 2 punte e di 2 mezze di rosso su argento (citato in LEOM) |
|        | Attems (Gorizia, Udine, Castello di Attimis, Cervignano, Pola) Titoli: Nobile, Conte del S. R. I. inquartato: al 1º e 4º d'oro all'aquila bicipite di nero, armata, rostrata e coronata d'oro; al 2º e 3º troncato inchiavato di due punte e due mezze di rosso su argento; sul tutto di rosso al cane d'argento rivoltato, uscente, posto in sbarra, collarinato e linguato di rosso (citato in SPRE – Vol. I pag. 442) cane rampante rivolto nascente di argento collarinato di rosso su scudetto di rosso su - aquila bicipite di nero con corona reale di oro su oro - troncato inchiavato di 2 punte e 2 mezze di rosso su argento (citato in LEOM)                    |
|        | Attendi (Cesena) (la blasonatura non è stata ancora caricata) (citato in BLCW) Immagine in Blasone Cesenate. |
|        | Attendolo Bolognini (Milano) Titolo: signori di Oleggio, Ovada, Pozzolo Formigaro, Vespolate D'azzurro, al leone d'oro, linguato di rosso, tenente un ramo di cotogno, di verde, fruttato d'oro, di un pezzo (citato in DAlena e in SUBL) |
|        | Atti cardinale Francesco (Toscana) (DE) In Blau 1 naturfarbener Laubbaum, beidseitig begleitet von 2 einwärtsgekehrten silbernen Löwen (citato in KHIF) |
|        | Atticciati (Rapolano) D'azzurro, al leone seduto in maestà d'oro, coronato dello stesso, posato sulla campagna di verde e tenente una spada alta d'argento, manicata d'oro; con il capo d'argento, caricato di tre stelle a cinque punte d'azzurro, 1.2, poste sul lato destro, e di una croce di Santo Stefano, accompagnata dal motto di nero BONUS COMES, posta sul lato sinistro; e alla fascia di rosso passata sul lato inferiore del capo (citato in ASFI) alias D'azzurro, al cane rampante d'argento, collarinato di rosso (citato in ASFI) alias D'azzurro, al cane rampante d'argento, collarinato di del campo (Immagine nella Raccolta stemmi Trippini (JPG).) |
|        | Atticonti (Bologna) 2 delfini posti in palo affrontati di oro su azzurro (citato in LEOM) |
|        | Attiglianti (Firenze) D'argento, all'albero sradicato al naturale, posto in banda (citato in ASFI) (DE) n Silber 1 schräggelegter naturfarbener Laubbaum (citato in KHIF) |
|        | Attiglianti (Toscana) d'azzurro, all'unicorno d'oro (DE) In Blau 1 goldenes Einhorn (citato in KHIF) |
|        | Attlmayr (Bolzano) Titolo: Cavaliere col predicato di Meranegg d'argento damascato, alla banda di rosso pure damascata accompagnata in capo ed in punta da un leone passante di rosso linguato dello stesso con la coda biforcata (citato in SPRE – Vol. I pag. 443) banda damascata di rosso su argento damascato - 2 leoni passanti di rosso nel verso della banda coda bifida su argento damascato (citato in LEOM) Cimieri: a destra, sei penne di struzzo in due piani: quelle di sopra una di rosso fra due di argento, quelle di sotto una d'argento fra due di rosso; a sinistra l'aquila linguata di rosso trifogliata d'argento                                   |
|        | Attimis Maniago (Maniago) Titoli: Nobile, Conte e Consignore di Attimis troncato inchiavato di due pezzi e due mezzi di rosso su argento (citato in SPRE – Vol. I pag. 443) troncato inchiavato di 2 punte e di 2 mezze di rosso su argento (citato in LEOM) Cimiero: il cane d'argento collarinato di rosso |
|        | Attina o Degli Atti (Vercelli) Titolo: consignori di Confienza Di nero, alla banda d'argento, carica di una stella (8) di rosso, accompagnata da due stelle d'argento (8), l'una nel cantone sinistro, l'altra nel cantone inferiore destro (citato in SUBL) |
|        | Attini (Cesena) (la blasonatura non è stata ancora caricata) (citato in BLCW) Immagine in Blasone Cesenate. |
|        | Attisani (Napoli, Parma) partito: nel 1º d'azzurro allo scaglione d'oro accompagnato in capo da due lance in Sant'Andrea accantonate da 4 stelle il tutto d'oro; nel 2º di rosso alla palma nodrida su tre monti al naturale e sostenuta da due leoni d'oro controrampanti al fusto (citato in GUCA – pag. 524 e in DAlena) |
|        | Attolini (Prato) D'azzurro, al monte di sei cime d'oro, sostenente tre rami di rosaio fioriti ciascuno di un pezzo al naturale (citato in ASFI) |
|        | Attolini (Bari, Modugno, Napoli) Titolo: patrizio di Bari di azzurro al leone d'oro, linguato di rosso, rivolto, ed accompagnato nel canton sinistro del capo da un aquilotto di nero (citato in SPRE – Vol. IX pag. 244 e in PRTS) leone rampante rivolto di oro su azzurro - aquila di nero in alto a destra su azzurro (citato in LEOM) |
|        | Attucci (Firenze) D'azzurro, alla testa di cane d'argento, collarinata di rosso (citato in ASFI) alias D'argento, alla testa di cane al naturale, collarinata di rosso (citato in ASFI) (DE) In Silber 1 rot behalsbandeter und angeketteter naturfarbener Hundekopf (citato in KHIF) |
|        | Attuso (Napoletano) (la blasonatura non è stata ancora caricata) (citato in NBNA) |